# Axel Ebbes Konsthall
Axel Ebbes Konsthall är ett konstnärsmuseum i Trelleborg. Konsthallen ingår i Trelleborgs Museer.
Axel Ebbe skänkte sitt livsverk, skulpturer och bildkonst, till Trelleborgs stad 1933. En konsthall, bekostad av Trelleborgs stads sparbank byggdes år 1935. Konsthallen ritades av dåvarande stadsarkitekten i Malmö Carl-Axel Stoltz. Den invigdes högtidligt i närvaro av kronprinsparet. Samtidigt invigdes skulpturen Sjöormen på Stortorget i Trelleborg.
Konsthallen skulle likna Ebbes egen ateljé med gröna växter och mycket ljus. "Ett önskemål från oss vore, om detta kunde ordnas så, att den ev. byggnaden kunde i någon mån påminna om den miljö, i vilken konstverken tillkommit bland blommor och grönt, som gåve ett ljusare och gladare intryck än de vanliga museala gravkamrarna" citat från gåvobrevet till Trelleborgs stad.

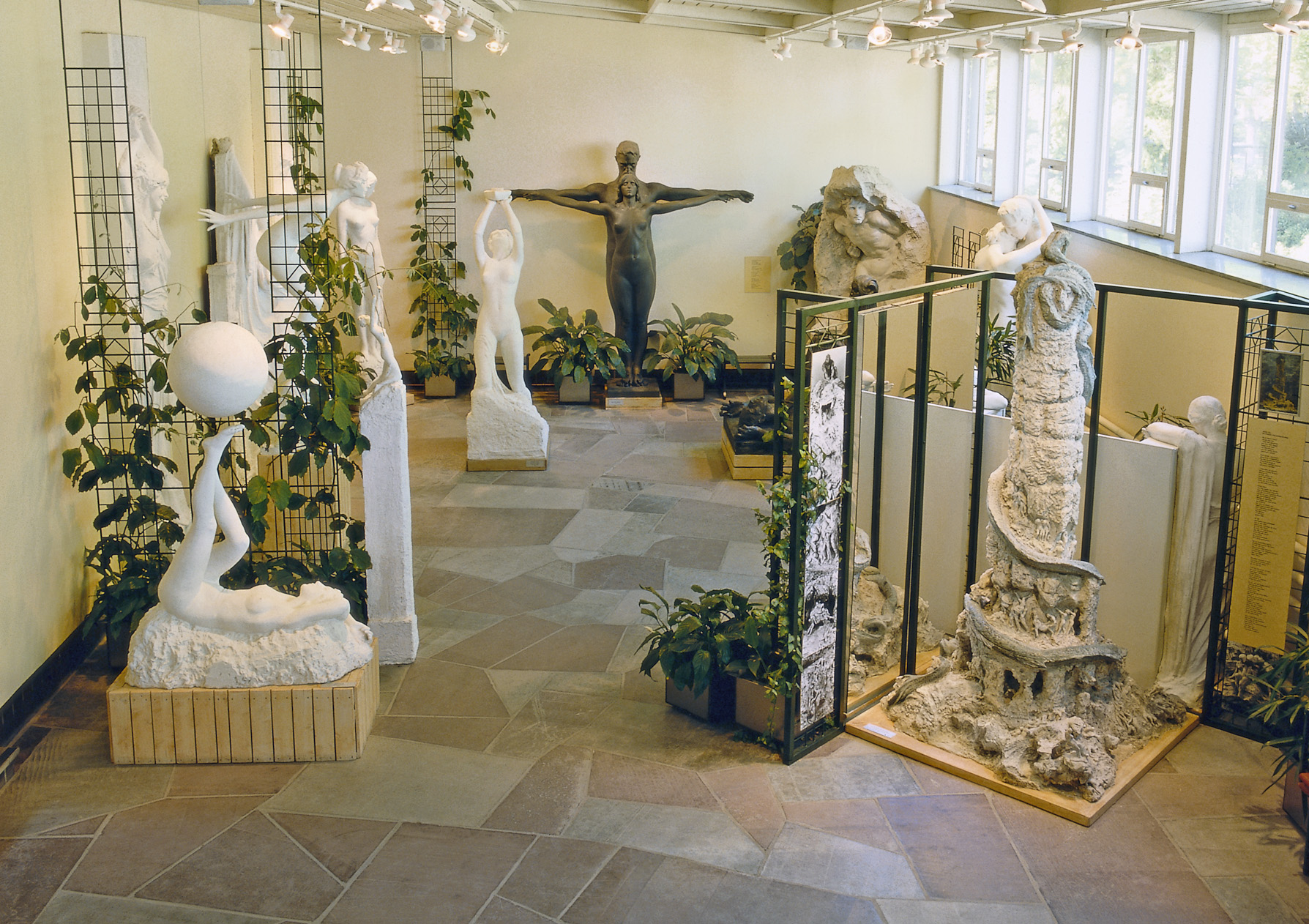
Interiör.